# Trisetella triaristella
Trisetella triaristella är en orkidéart som först beskrevs av Heinrich Gustav Reichenbach, och fick sitt nu gällande namn av Carlyle August Luer. Trisetella triaristella ingår i släktet Trisetella och familjen orkidéer. Inga underarter finns listade i Catalogue of Life.

## Bildgalleri

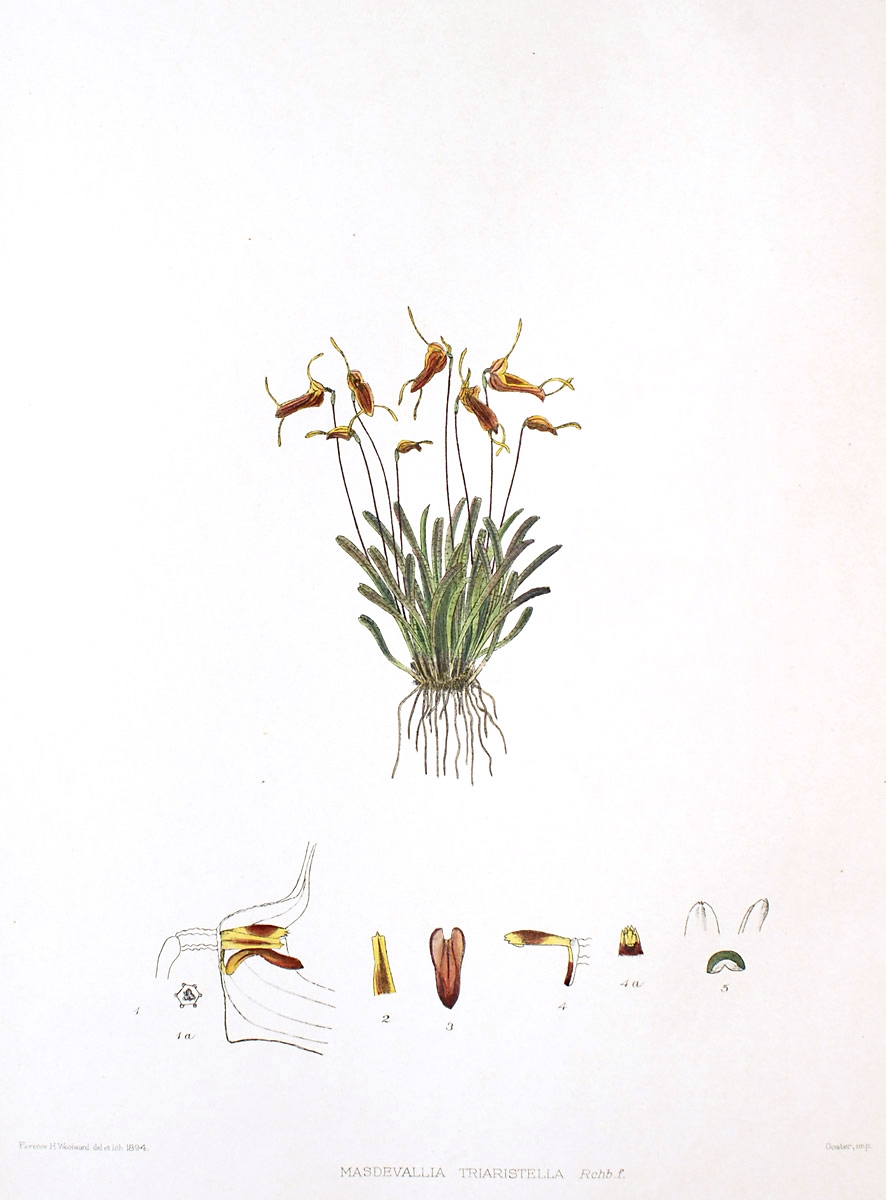